# Altınkaya, Altınözü
Altınkaya là một thị trấn thuộc huyện Altınözü, tỉnh Hatay, Thổ Nhĩ Kỳ. Dân số thời điểm năm 2011 là 2.866 người.